# Česká asociace go
Česká asociace go (ČAGo) je spolek, který sdružuje hráče hrající deskovou hru go v České republice. ČAGO je členem jak Evropské federace go (EGF), tak i Mezinárodní go federace (IGF). Spolek, který byl oficiálně založen 1. listopadu 1991, se zaměřuje na propagaci této deskové hry v tuzemsku. Asociace sdružuje kluby go, které fungují v řadě českých měst, například v Praze, Brně, Olomouci, Liberci, Frýdku-Místku, Nymburce, Písku a mnoha dalších.

## Historie go na území ČR

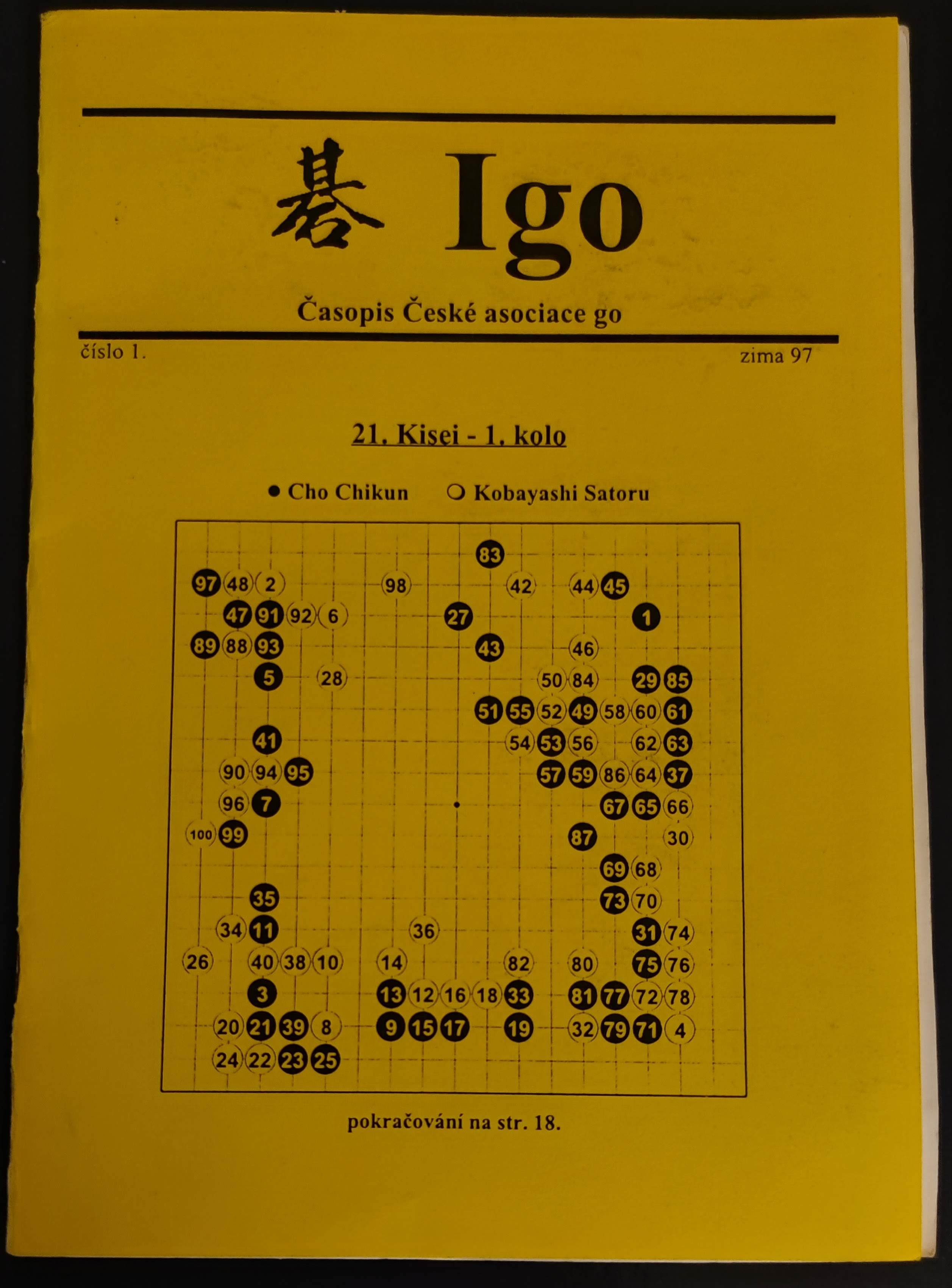
Titulní stránka z časopisu Igo 1997/1

První zmínky o hráčích go na území České republiky jsou o MUDr. Janu Sedlaczkovi z Modřic u Brna a Dr. Otto Conradovi z Liberce. Jejich jména zaznamenal profesor Leopold Pfaundler ze Štýrského Hradce okolo roku 1909, který se o nich zmiňuje ve svých ručně psaných novinách „Deutsche Gozeitung“.
Hráčská komunita se rozrůstala a do širšího povědomí se hra go dostala po otisknutí pravidel v populární knize Zlatý fond her od M. Zapletala z roku 1990. V roce 1973 byl zorganizován první mezinárodní turnaj v Praze. Rostoucí hráčská základna přitáhla pozornost ze zahraničí, což vyústilo ve dvě návštěvy japonských profesionálů v tuzemsku - první v sedmdesátých letech, druhá na šampionátu v 1984. Do roku 1991 fungovala Česká asociace go jako Sdružení československých klubů a hráčů go jejímž předsedou byl Dušan Prokop.
Podrobněji historii go zpracoval Aleš Cieplý, popřípadě je možné dohledávat některé události z kroniky Nymburského klubu.

###### Igo
Igo je název časopisu, který vydávala Česka asociace go v 1997 - 2004. Zakládajícím redaktorem byl Tomáš Grosser.

## Přehled výsledků turnajů v jednotlivých letech
Soutěžní turnaje v deskové hře go jsou pořádány jednotlivými členy / kluby, převážně v místě sídla daného klubu. Na turnaji dochází ke změně ratingu hráče - v závislosti na výsledku soutěžní partie. Rating u go je obdoba ELO u šachu. Získaný rating tedy odpovídá určité výkonnostní třídě. Každý nový hráč začíná s třídou 20 kyu, která se se zlepšováním hráče snižuje až do třídy 1-kyu. Při dalším zlepšení hráč přechází do mistrovské třídy dan. Tedy z 1-kyu se stává 1-dan. Další zlepšení výkonnosti (síly) hráče je zachyceno v narůstajícím danovém čísle (2-dan, 3-dan, etc.).

### 2023
| Datum       | Místo            | Název                                      | Vítěz            | Hlavní organizátor        |
| ----------- | ---------------- | ------------------------------------------ | ---------------- | ------------------------- |
| 21.–22. 10. | Praha            | Deskohraní 2023                            | Cornel Burzo 6d  | Jana Hricová              |
| 16.–17. 9.  | Písek            | 6. Kameny v Písku                          | Lukáš Podpěra 7d |                           |
| 2.–3. 9.    | Mokrá-Horákov    | 3. So-Imba Cup                             | Jan Šimara 1p    | Leon Defer, Gabriela Vlad |
| 15.–16. 7.  | Pardubice        | Moyo Open 2023 - Radek Nechanicky Memorial | Pavol Lisý 2p    | Jana Hricová              |
| 27.–28. 5.  | Bečov nad Teplou | 3. Bečovský turnaj ve hře go               | Lukáš Podpěra 7d | Tomáš Grosser             |
| 29.–1. 5    | Praha            | 51. Pražský turnaj v go – Old Hunter`s Cup | Yaoling Yang 7d  | Vladimír Daněk            |
| 25.–26. 3.  | Frýdek-Místek    | IX. Memoriál Ivoše Pavlíka                 | Jan Šimara 1p    | Petr Valášek              |
| 4.–5. 3.    | Blanskok         | XVII. Blanenský turnaj v go                | Jan Šimara 1p    | Jarek Jiruše              |
| 4.–5. 2.    | Sokolov          | 1. Sokolovský mezinárodní turnaj           | Dominik Boviz 6d | Karel Wälzer              |

### 2022
| Datum       | Místo            | Název                                       | Vítěz                                                         | Hlavní organizátor     |
| ----------- | ---------------- | ------------------------------------------- | ------------------------------------------------------------- | ---------------------- |
| 17.–18. 12. | Praha            | Mistrovství republiky žen 2022              | Jitka Bártová 3d                                              | Adriana Tomšů          |
| 15.–16. 10. | Praha            | Deskohraní 2022                             | Lukáš Podpěra 7d                                              | Jana Hricová           |
| 10.–11. 9.  | Mokrá-Horákov    | 2. So-Imba Cup                              | Jan Šimara 6d                                                 | T. & L. Defer, G. Vlad |
| 16.–17. 7.  | Pardubice        | 21. Moyo Open – Memoriál Radka Nechanického | Lukáš Podpěra 7d                                              | Jana Hricová           |
| 2.–6. 7.    | Olomouc          | Mistrovství republiky 2022                  | Ondřej Kruml 6d                                               | Ondřej Bláha           |
| 18.–19. 6.  | Třebíz           | Česká liga družstev – finále                | 1. Praha-Můstek A 2. So-Imba All-Star 3. Karlovy Vary A       | Lukáš Podpěra          |
| 28.–29. 5.  | Bečov nad Teplou | 2. Bečovský turnaj ve hře go                | Radek Nechanický 6d                                           | Tomáš Grosser          |
| 23.–24. 4.  | Praha            | 50. Korean Ambassador Cup                   | Dohyup Kim 7d                                                 | Vladimír Daněk         |
| 9.–10. 4.   | Plzeň            | Go Open Plzeň                               | Ondřej Kruml 6d                                               | Jana Hricová           |
| 29.–30. 1.  | Praha            | Mistrovství republiky juniorů 2022          | U12: Bartoloměj Dach 6k U16: Jan Komín 6k U20: Dita Vášová 1d | Jana Hricová           |

### 2021
| Datum       | Místo             | Název                                                         | Vítěz                                                               | Hlavní organizátor      |
| ----------- | ----------------- | ------------------------------------------------------------- | ------------------------------------------------------------------- | ----------------------- |
| 11.–12. 12  | Praha             | Mistrovství republiky žen 2021                                | Adriana Tomšů 2d                                                    | Jaroslav Kotowski       |
| 10.–11. 12. | Praha             | Go Baron - finále                                             | Lukáš Podpěra 7d                                                    | Vladimír Daněk          |
| 19.–21. 11. | Praha             | Go Baron 2019 – kvalifikace                                   | Ondřej Kruml 6d                                                     | Vladimír Daněk          |
| 9.–10. 10.  | Písek             | 5. Kameny v Písku                                             | Jan Šimara 6d                                                       | Luděk Žďánský           |
| 18.–19. 9.  | Kostelec nad Ohří | Česká liga družstev 2020/2021 – finále                        | Weiqi Club Praha                                                    | Lukáš Podpěra           |
| 11.–12. 9.  | Praha             | Deskohraní 19×19                                              | Lukáš Podpěra 7d                                                    | Jana Hricová            |
| 4.–5. 9.    | Mokrá-Horákov     | 1. So-Imba Cup                                                | Stanislaw Frejlak 7d                                                | Tristan Defer           |
| 28.–29. 8.  | Praha             | Mistrovství republiky juniorů 2021                            | U20: Dita Vášová 1d U16: Ladislav Kořan 10k U12: Bartoloměj Dach 9k | Jana Hricová            |
| 17.–18. 7.  | Pardubice         | 20. Moyo Open – 1. kvalifikace na MR 2022                     | Lukáš Podpěra 7d                                                    | Jana Hricová            |
| 3.–6. 7.    | Grygov            | 8. Turnájek u vody                                            | Jana Dočkalová 14k                                                  | Václav Göbl             |
| 2.–6. 7.    | Háj ve Slezsku    | Mistrovství Republiky 2021                                    | Lukáš Podpěra 7d                                                    | Michal Zubalík          |
| 25.–27. 6.  | Bečov nad Teplou  | 3. kvalifikace na MR 2021                                     | Lukáš Podpěra 7d                                                    | Tomáš Grosser           |
| 7.–9. 5.    | KGS               | 2. kvalifikace na MR 2021 + kvalifikace na KPMC 2021 – ONLINE | Ondřej Kruml 5d                                                     | Výkonný výbor ČAGo      |
| 23.–25. 4.  | KGS               | 49. Pražský mezinárodní turnaj – KAC (Bonus Point C) – ONLINE | Pavol Lisý 2p                                                       | Daňek, Cieplý, Kotowski |
| 5.–7. 3.    | KGS               | 1. kvalifikace na MR 2021 – ONLINE                            | Ondřej Kruml 5d                                                     | Výkonný výbor ČAGo      |
| 20.–31. 1.  | KGS               | 29. Olomoucký mezinárodní turnaj                              | František Čáha 2k                                                   | Ondřej Bláha            |

### 2020
|             | Místo         | Název                                | Vítěz                                                                  | Hlavní organizátor      |
| ----------- | ------------- | ------------------------------------ | ---------------------------------------------------------------------- | ----------------------- |
| 26.-30. 12  | online        | Vánoční turnaj v go                  | Adriana Tomšů 1d                                                       | Výkonný výbor ČAGo      |
| 19.-20. 12. | online        | Mistrovství republiky žen 2020       | Adriana Tomšů 1d                                                       | Výkonný výbor ČAGo      |
| 4.-6. 12.   | Praha         | Go Baron 2020 – finále               | Lukáš Podpěra 7d                                                       | Vladimír Daněk          |
| 20.-22. 11. | Praha         | Go Baron 2020 – kvalifikace          | Ondřej Kruml 5d                                                        | Vladimír Daněk          |
| 3.-4. 10.   | Mikulov       | Go turnaj Mikulov                    | Vladimír Daněk 5d                                                      | Tereza Vitásková        |
| 19.-20. 9.  | Pardubice     | Moyo Open                            | Young-Sam Kim 8d                                                       | Jana Hricová            |
| 4.-5. 7.    | Grygov        | 7. Turnájek u vody                   | Lukáš Podpěra 7d                                                       | V. Göbl / Z. Kratochvíl |
| 23.–24. 5.  | Písek         | Kameny v Písku                       | Ondřej Kruml 5d                                                        | Luděk Žďánský           |
| 25.–26. 4.  | Praha         | Korean Ambassador Cup                | Zrušen v důsledků nařízení vlády.                                      | Jaroslav Kotowski       |
| 4.–5. 4.    | Plzeň         | Go Open Plzeň                        | Zrušen v důsledků nařízení vlády.                                      | Josef Gulaši            |
| 21.–22. 3.  | Frýdek-Místek | IX. Memoriál Ivoše Pavlíka           | Zrušen v důsledků nařízení vlády.                                      | Michal Zubalík          |
| 7.–8. 3.    | Blansko       | XVI. Blanenský turnaj v go           | Lukáš Podpěra 7d                                                       | Jaroslav Jiruše         |
| 8–9. 2.     | Praha         | Mistrovství republiky žáků a juniorů | U20: Dita Vášová 2k U16: Marta Hrbková 10k U12: Ladislav jr. Kořan 12k | Jana Hricová            |
| 1–2. 2.     | Praha         | Mistrovství republiky párů           | Žaloudková-Hora                                                        | Jan Hora                |
| 25–26. 1.   | Olomouc       | 28. Olomoucký mezinárodní turnaj     | Lukáš Podpěra 7d                                                       | Ondřej Bláha            |

### 2019
|             | Místo               | Název                                | Vítěz                                                                | Hlavní organizátor      |
| ----------- | ------------------- | ------------------------------------ | -------------------------------------------------------------------- | ----------------------- |
| 14.–15. 12. | Praha               | Mistrovství republiky žen 2019       | Jitka C. Bártová 2d                                                  | Miloš Podpěra           |
| 14.–15. 12. | Liberec             | Vánoční turnaj v go                  | A: Martina Šimůnková 1d, B: Vojtěch Dědek 8k                         | Martina Šimůnková       |
| 6.–8. 12.   | Praha               | Go Baron 2019 – finále               | Lukáš Podpěra 7d                                                     | Vladimír Daněk          |
| 22.–24. 11. | Praha               | Go Baron 2019 – kvalifikace          | Lukáš Podpěra 7d                                                     | Vladimír Daněk          |
| 19.–20. 10. | Praha               | Deskohraní                           | Pavol Lisý 2p                                                        | Jana Hricová            |
| 5.–6. 10.   | Mikulov             | Go turnaj Mikulov                    | Jan Šimara 6d                                                        | Tereza Kratochvílová    |
| 25. 8.      | Karlov pod Pradědem | So-Imba Cup 2019                     | Ondřej Kruml 5d                                                      | Ondřej Kachyňa          |
| 13.–14. 7.  | Pardubice           | Moyo Open                            | Pavol Lisý 2p                                                        | Jana Hricová            |
| 4.-7.7.     | Grygov              | 6. Turnájek u vody                   | Karel Švec 2k                                                        | V. Göbl / Z. Kratochvíl |
| 4.–7. 7.    | Olomouc             | Mistrovství republiky 2019           | Jan Hora 6d                                                          | Thierry Defer           |
| 18.–19. 5.  | Písek               | Kameny v Písku                       | Vladimír Daněk 5d                                                    | Luděk Žďánský           |
| 20.–21. 4.  | Praha               | Korean Ambassador Cup                | Kim Seong-jin 8d                                                     | Jaroslav Kotowski       |
| 6.–7. 4.    | Plzeň               | Go Open Plzeň                        | Lukáš Podpěra 7d                                                     | Josef Gulaši            |
| 30.–31. 3.  | Frýdek-Místek       | VIII. Memoriál Ivoše Pavlíka         | Ondřej Kruml 5d                                                      | Michal Zubalík          |
| 9.–10. 3.   | Praha               | Mistrovství republiky párů           | Žaloudková-Hora                                                      | Jan Hora                |
| 2.–3. 3.    | Praha               | Mistrovství republiky žáků a juniorů | U20: Dušan Jánsky 3k U16: Robin Popov 1k U12: Ladislav jr. Kořan 15k | Jana Hricová            |
| 23.–24. 2.  | Blansko             | XV. Blanenský turnaj v go            | Dominik Bövíz 6d                                                     | Jaroslav Jiruše         |
| 26.–27. 1.  | Olomouc             | 27. Olomoucký mezinárodní turnaj     | Tanguy Le Calvé 6d                                                   | Karel Švec              |

### 2018
|              | Místo               | Název                                     | Vítěz                                                          | Hlavní organizátor      |
| ------------ | ------------------- | ----------------------------------------- | -------------------------------------------------------------- | ----------------------- |
| 15.-16.12.   | Liberec             | Vánoční turnaj v go                       | Petr Cipra 3d                                                  | Martina Šimůnková       |
| 15.-16.12.   | Liberec             | Mistrovství republiky žen 2018            | Adriana Tomšů 1d                                               | Martina Šimůnková       |
| 14.-16.12.   | Praha               | Go Baron 2018 - Finále                    | Jan Hora 6d                                                    | Vladimír Daněk          |
| 23.-25.11.   | Praha               | Go Baron - kvalifikace                    | Jan Hora 6d                                                    | Vladimír Daněk          |
| 20.-21.10.   | Praha               | Deskohraní                                | Lukáš Podpěra 7d                                               | Jana Hricová            |
| 6.-7.10.     | Mikulov             | Go turnaj Mikulov                         | Lukáš Podpěra 7d                                               | Tereza Kratochvílová    |
| 1.-.2.9.     | Brno                | Brno GO Open 2018                         | Lukáš Podpěra 7d                                               | Ondřej Jurásek          |
| 25. 8.       | Karlov pod Pradědem | So-Imba Cup 2018                          | Ondřej Kruml 5d                                                | Ondřej Kachyňa          |
| 13.-15.7.    | Pardubice           | Moyo Open                                 | Pavol Lisý 2p                                                  | Jana Hricová            |
| 5.-8.7.      | Grygov              | 5. Turnájek u vody                        | Ivan Kostka 4d                                                 | V. Göbl / Z. Kratochvíl |
| 28.-1.7.     | Frýdek-Místek       | Mistrovství republiky 2018                | Lukáš Podpěra 7d                                               | Michal Zubalík          |
| 25.-27.5.    | Písek               | Kameny v Písku                            | Jan Prokop 6d                                                  | Luděk Ždánský           |
| 21.-22.4.    | Praha               | Korean Ambassador Cup 2018                | Kim Young-sam 8d                                               | Vladimír Daněk          |
| 7.-.8.4.     | Plzeň               | Plzeňský turnaj                           | Michal Timko 2d                                                | Josef Gulaši            |
| 24.- 25.3.   | Frýdek-Mísetk       | VII. Memoriál Ivoše Pavlíka               | Lukáš Podpěra 7d                                               | Michal Zubalík          |
| 24. - 25.2.  | Blansko             | XIV. Blanenský turnaj                     | Pavol Lisý 2p                                                  | Jaroslav Jiruše         |
| 17. - 18. 2. | Praha               | Mistrovství republiky párů 2018           | Žaloudková-Hora                                                | Miloš Podpěra           |
| 27. - 28. 1. | Praha               | Mistrovství republiky žáků a juniorů 2018 | U20: Tristan Defer 1k U16: Dita Vášová 2k U12: Kvido Kadeřávek | Jana Hricová            |
| 20. - 21.1.  | Olomouc             | 26. Olomoucký mezinárodní turnaj          | Pavol Lisý 2p                                                  | Karel Švec              |

### 2017
|            | Místo         | Název                                | Vítěz                                                          | Hlavní organizátor      |
| ---------- | ------------- | ------------------------------------ | -------------------------------------------------------------- | ----------------------- |
| 9.-10.12.  | Liberec       | Vánoční turnaj                       | Petr Cipra 3d                                                  | Martina Šimůnková       |
| 8.-10.12.  | Praha         | Go Baron - Finále                    | Lukáš Podpěra 7d                                               | Vladimír Daněk          |
| 2.-3.12.   | Praha         | Mistrovství republiky žen            | Tereza Kotowski 1k                                             | Jaroslav Kotowski       |
| 24.-26.11. | Praha         | Go Baron – kvalifikace               | Jan Šimara 6d                                                  | Vladimír Daněk          |
| 14.-15.10. | Praha         | Deskohraní                           | Lukáš Podpěra 7d                                               | Jana Hricová            |
| 7.–8. 10.  | Mikulov       | Go turnaj Mikulov                    | Schayan Hamrah 5d                                              | Tereza Kratochvílová    |
| 1.–3. 9.   | Brno          | Moravian Open                        | Pavol Lisý 1p                                                  | Ondřej Jurásek          |
| 13.–20. 8. | Horní Bečva   | So-Imba Cup                          | Pavol Lisý 1p                                                  | Ondřej Kruml            |
| 15.-16. 7. | Pardubice     | Moyo Open                            | Mateusz Surma 1p                                               | Jana Hricová            |
| 5.–9. 7.   | Grygov        | 4. Turnájek u vody                   | Vítězslav Tomek 5k                                             | V. Göbl / Z. Kratochvíl |
| 5.–8. 7.   | Mokrá-Horákov | Mistrovství republiky                | Jan Prokop 6d                                                  | Thierry Defer           |
| 20.–21. 5. | Písek         | Kameny v Písku                       | Ondřej Kruml 5d                                                | Luděk Ždánský           |
| 6.–7. 5.   | Ostrava       | Memoriál Vládi Válka                 | Michal Timko 2d                                                | Martin Cieplý           |
| 22.–23. 4. | Praha         | Korean Ambassador Cup                | Kim Seong-jin 8d                                               | Vladimír Daněk          |
| 8.–9. 4.   | Plzeň         | Go Open Plzeň                        | Jan Hora 6d                                                    | Josef Gulaši            |
| 11.–12. 3. | Frýdek-Místek | VI. Memoriál Ivoše Pavlíka           | Lukáš Podpěra 7d                                               | Michal Zubalík          |
| 25.–26. 2. | Blansko       | XIII. Blanenský turnaj               | Pavol Lisý 1p                                                  | Jaroslav Jiruše         |
| 4.–5. 2.   | Brno          | Mistrovství republiky párů           | Žaloudková-Hora                                                | Bohuslav Zmek           |
| 28.–29. 1. | Olomouc       | 25. Olomoucký turnaj                 | Stanislaw Frejlak 6d                                           | David Cigánek           |
| 21.–22. 1. | Praha         | Mistrovství republiky žáků a juniorů | U20: Adriana Tomšů 1d U16: Dita Vášová 4k U12: Tomáš Krist 17k | Jana Hricová            |

### 2016
|             | Místo         | Název                                | Vítěz                                                            | Hlavní Organizátor      |
| ----------- | ------------- | ------------------------------------ | ---------------------------------------------------------------- | ----------------------- |
| 17.–18. 12. | Liberec       | Vánoční turnaj v go                  | Vladimír Daněk 5d                                                | Martina Šimůnková       |
| 3.–4. 12.   | Praha         | Mistrovství republiky žen            | Martina Šimůnková 1k                                             | Miloš Podpěra           |
| 2.–4. 12.   | Praha         | Go Baron - finále                    | Lukáš Podpěra 7d                                                 | Vladimír Daněk          |
| 17.-19. 11. | Praha         | Go Baron - kvalifikace               | Vladimír Daněk 5d                                                | Vladimír Daněk          |
| 12.–13. 11. | Opava         | Turnaj 17. listopadu                 | Pavol Lisý 1p                                                    | Jiří Mamula             |
| 22.–23. 10. | Praha         | Deskohraní                           | Pavol Lisý 1p                                                    | Jana Hricová            |
| 8.–9. 10.   | Mikulov       | 24. Mikulovský turnaj                | Lukáš Podpěra 7d                                                 | Tereza Kratochvílová    |
| 24.–27. 9.  | Mokrá-Horákov | Mistrovství republiky                | Lukáš Podpěra 7d                                                 | Thierry Defer           |
| 2.–4. 9.    | Brno          | Moravian Go Open                     | Cristian Pop 7d                                                  | Martin Kovařík          |
| 20. 8.      | Horní Bečva   | eGoban Cup                           | Pavol Lisý 1p                                                    | Ondřej Kruml            |
| 15.–17. 7.  | Pardubice     | Moyo Open                            | Jan Prokop 6d                                                    | Jana Hricová            |
| 2.-6. 7.    | Grygov        | 3. Turnájek u vody                   | Vladimír Daněk 5d                                                | V. Göbl / Z. Kratochvíl |
| 4.–5. 6.    | Jeseník       | 20. Priessnitzův pohár               | Tadeáš Berkman 1d                                                | Jindřich Dvořáček       |
| 30.–1. 5.   | Ostrava       | Memoriál Vládi Válka                 | Tristan Defer 3k                                                 | Martin Cieplý           |
| 23.–24. 4.  | Praha         | Korean Ambassador Cup                | Pavol Lisý 1p                                                    | Vladimír Daněk          |
| 2.–3. 4.    | Plzeň         | Plzeňský turnaj                      | Petr Cipra 4d                                                    | Josef Gulaši            |
| 12.–13. 3.  | Frýdek-Místek | V. Memoriál Ivoše Pavlíka            | Lukáš Podpěra 6d                                                 | Michal Zubalík          |
| 20.–21. 2.  | Blansko       | XII. Blanenský turnaj v go           | Pavol Lisý 1p                                                    | Jaroslav Jiruše         |
| 30.–31. 1.  | Olomouc       | XXIV. Olomoucký turnaj v go          | Lukáš Podpěra 6d                                                 | David Cigánek           |
| 23.–24. 1.  | Praha         | Mistrovství republiky žáků a juniorů | U20: Adriana Tomšů 2k U16: Dita Vášová 6k U12: Marta Hrbková 16k | Jana Hricová            |
| 16.–17. 1.  | Praha         | Mistrovství republiky párů           | Bártová-Kozelek                                                  | Jitka Bártová           |

### 2015
|             | Místo         | Název                                | Vítěz                                                                  | Hlavní Organizátor   |
| ----------- | ------------- | ------------------------------------ | ---------------------------------------------------------------------- | -------------------- |
| 17.–18. 12. | Liberec       | Vánoční turnaj v go                  |                                                                        | Martina Šimůnková    |
| 5.–6. 12.   | Praha         | Mistrovství republiky žen            | Alžběta Kadlecová 2k                                                   | Miloš Podpěra        |
| 4.–6. 12.   | Praha         | Go Baron - finále                    | Lukáš Podpěra 6d                                                       | Vladimír Daněk       |
| 20.–22. 11. | Praha         | Go Baron - kvalifikace               | Lukáš Podpěra 6d                                                       | Vladimír Daněk       |
| 7.–8. 11.   | Ostrava       | 17. listopadu v GO                   | Lukáš Podpěra 6d                                                       | Jiří Mamula          |
| 31.–1. 11.  | Mikulov       | GO Open Mikulov 2015                 | Pavol Lisý 1p                                                          | Tereza Kratochvílová |
| 22.–23. 10. | Praha         | Deskohraní                           | Pavol Lisý 1p                                                          | Jana Hricová         |
| 10.–10. 10. | Praha         | 4. Liliový rapid                     | Jindřich Soukup 10k                                                    |                      |
| 26.–29. 9.  | Blansko       | Mistrovství republiky 2015           | Jan Prokop 5d                                                          | Jarek Jiruše         |
| 4.–6. 9.    | Brno          | Moravian Open                        | Csaba Mero 6d                                                          |                      |
| 17.–19. 7.  | Pardubice     | 14th Moyo Open 2015                  | Lukáš Podpěra 6d                                                       | Jana Hricová         |
| 30.–31. 5.  | Jeseník       | Jesenik                              | Samuel Havelka 3k                                                      | Jindřich Dvořáček    |
| 16.–17. 5.  | Ostrava       | V.Valek Memorial                     | Ondřej Kruml 5d                                                        |                      |
| 2.–3. 5.    | Praha         | Korean Ambassador Cup                | Pavol Lisý 1p                                                          | Vladimír Daněk       |
| 11.–12. 4.  | Plzeň         | GO Open Plzen 2015                   | Lukáš Podpěra 6d                                                       | Josef Gulaši         |
| 21.–22. 3.  | Frýdek-Místek | Ivos Pavlik Memorial                 | Ivan Kostka 4d                                                         | Petr Valášek         |
| 7.1.        | Praha         | Mistrovství republiky žáků a juniorů | U20: Adriana Tomšů 3k U16: Kamila Samajová 5k U12: Martina Hrbková 16k | Jana Hricová         |

## Go Baron
Pro hráče nejzajímavějším turnajem je od roku 2012 turnaj o titul Go Barona, který štědře sponzoruje Josef Němec. Vítěz turnaje má možnost získat 3 unce zlata. Hraje se systémem dvojitý knockout, s Fischerovým časem 45 minut + 20 s na tah, komi 7,5 dle AGA pravidel , který je pořádán V. Daňkem v Praze. Turnaj o titul Go Barona je mezi hráči považován jako jeden z nejprestižnějších turnajů v ČR.
| Rok  | Vítěz            | Poražený          | Skóre |
| ---- | ---------------- | ----------------- | ----- |
| 2023 | Lukáš Podpěra 7d | Jan Šimara 1p     | 3:2   |
| 2022 | Lukáš Podpěra 7d | Ondřej Kruml 6d   | 3:2   |
| 2021 | Lukáš Podpěra 7d | Ondřej Kruml 6d   | 3:1   |
| 2020 | Lukáš Podpěra 7d | Ondřej Kruml 5d   | 3:0   |
| 2019 | Lukáš Podpěra 7d | Jan Hora 6d       | 3:0   |
| 2018 | Jan Hora 6d      | Lukáš Podpěra 7d  | 3:2   |
| 2017 | Lukáš Podpěra 7d | Jan Šimara 6d     | 3:0   |
| 2016 | Lukáš Podpěra 7d | Vladimír Daněk 5d | 3:0   |
| 2015 | Lukáš Podpěra 6d | Ondřej Šilt 6d    | 3:1   |
| 2014 | Ondřej Šilt 6d   | Jan Prokop 5d     | 3:0   |
| 2013 | Ondřej Šilt 6d   | Lukáš Podpěra 6d  | 3:0   |
| 2012 | Ondřej Šilt 6d   | Jan Hora 6d       | 3:1   |

## Mistrovství republiky v go
Česká asociace go pořádá každý rok 4 typy soutěží: Mistrovství republiky jednotlivců, žen, párů a juniorů. Výherci těchto soutěží jsou delegování jako reprezentanti České republiky na mezinárodní mistrovství a jiné soutěže, kde je omezený počet hráčů pro danou zemi.

### Mistrovství republiky žen
| Rok  | Místo        | Vítězka              | Hlavní Organizátor |
| ---- | ------------ | -------------------- | ------------------ |
| 2023 | Praha        | Adriana Tomšů 1d     | Jaroslav Kotowski  |
| 2022 | Praha        | Jitka C. Bártová 3d  | Lukáš Podpěra      |
| 2021 | Praha        | Adriana Tomšů 2d     | Jaroslav Kotowski  |
| 2020 | online       | Adriana Tomšů 1d     | Výkonný výbor ČAGo |
| 2019 | Praha        | Jitka C. Bártová 2d  | Adriana Tomšů      |
| 2018 | Liberec      | Adriana Tomšů 1d     | Martina Šimůnková  |
| 2017 | Praha        | Tereza Kotowski 1k   | Jaroslav Kotowski  |
| 2016 | Praha        | Martina Šimůnková 1k | Miloš Podpěra      |
| 2015 | Praha        | Alžběta Kadlecová 2k | Miloš Podpěra      |
| 2014 | Praha        | Tereza Chládková 2k  | Miloš Podpěra      |
| 2013 | Praha        | Klára Žaloudková 3d  | Miloš Podpěra      |
| 2012 | Kutná Hora   | Anna Reindlová 1k    |                    |
| 2011 | Praha        | Klára Žaloudková 3d  |                    |
| 2010 | Praha        | Klára Žaloudková 2d  |                    |
| 2009 | Praha        | Jana Hricová 1k      |                    |
| 2008 | Karlovy Vary | Klára Žaloudková 2d  |                    |
| 2007 | Karlovy Vary | Klára Žaloudková 2d  |                    |
| 2005 | Zlaté Hory   | Klára Žaloudková 1d  |                    |
| 2000 | Praha        | Jana Hricová 1k      |                    |
| 1995 | Protivanov   | Jana Hricová 1d      |                    |
| 1994 |              | Martina Šimůnková 3d |                    |

### Mistrovství republiky jednotlivců
Přehled vychází ze záznamů z EGD, která se začala tvořit rokem 1996. Před rokem 1996 jsou výsledky zaznamenány pouze v papírové podobě.
| Jméno hráče      | Počet vítězství v MR |
| ---------------- | -------------------- |
| Radek Nechanický | 8                    |
| Ondřej Šilt      | 7                    |
| Vladimír Daněk   | 6                    |
| Lukáš Podpěra    | 5                    |
| Jan Hora         | 2                    |
| Jan Prokop       | 2                    |
| Ondřej Kruml     | 1                    |

### Mistrovství republiky párů
Mistrovství republiky párů je speciální mistrovství, kterého se může účastnit pouze smíšený pár.
| Rok  | Vítěz                            | Druhé místo                        | Třetí místo                                                   |
| ---- | -------------------------------- | ---------------------------------- | ------------------------------------------------------------- |
| 2023 | Adriana Tomšů, Lukáš Podpěra     | Tereza Kotowski, Jan Prokop        | Irena Hrbková, Ivan Kostka                                    |
| 2022 | Adriana Tomšů, Lukáš Podpěra     | Tereza Kotowski, Jan Prokop        | Tereza Vlčková, Ondřej Kruml                                  |
|      |                                  |                                    |                                                               |
| 2020 | Klára Žaloudková, Jan Hora       | Anežka Bukovská, Dušan Jánský      | Jitka Bártová, Ondřej Šilt                                    |
| 2019 | Klára Žaloudková, Jan Hora       | Adriana Tomšů, Lukáš Podpěra       | Anežka Bukovská, Tadeáš Berkman                               |
| 2018 | Klára Žaloudková, Jan Hora       | Jitka Bártová, Ondřej Šilt         | Adriana Tomšů, Lukáš Podpěra 6d                               |
| 2017 | Klára Žaloudková, Jan Hora       | Kamila Šamajová, Petr Cipra        | Adriana Tomšů, Lukáš Podpěra 6d                               |
| 2016 | Jitka Bártová, Tomáš Kozelek     | Klára Žaloudková, Jan Hora         | Adriana Tomšů, Lukáš Podpěra 6d                               |
| 2015 | Klára Žaloudková 3d, Jan Hora 6d | Adriana Tomšů 3k, Lukáš Podpěra 6d | Jitka Bártová 1d, Tomáš Kozelek 4d                            |
| 2014 | Klára Žaloudková, Jan Hora       | Jitka Bártová, Tomáš Kozelek       | Dita Vášová, Lukáš Podpěra                                    |
| 2013 | Klára Žaloudková, Jan Hora       | Ann Reindlová, Jan Prokop          | Tereza Chládková, Vladimír Daněk                              |
| 2012 | Anna Prokopová 1k, Jan Prokop 5d | Klára Žaloudková 3d, Jan Hora 6d   | Jana Hricová 2k, Ondřej Šilt 6d                               |
| 2011 | Jitka Bártová, Jan Hora          | Klára Žaloudková, Vladimír Daněk   | Jana Hricová 2k, Ondřej Šilt 6d                               |
| 2010 | Jana Hricová, Ondřej Šilt        | Anna Prokopová, Jan Šimara         | Martina Šimůnková, Martin Kužela                              |
| 2009 |                                  |                                    |                                                               |
| 2008 | Jitka Bártová, Jan Hora          | Klára Žaloudková, Zbyněk Dach      | Martina Šimůnková, Martin Kužela                              |
| 2007 | Jitka Bártová, Jan Hora          | Jana Hricová, Ondřej Šilt          | Anna Prokopová, Jan Šimara                                    |
| 2006 | Jana Hricová, Ondřej Šilt        | Jitka Bártová, Jan Hora            | Klára Žaloudková, Zbyněk Dach                                 |
| 2005 | Klára Žaloudková, Zbyněk Dach    | Martina Šimůnková, Martin Kužela   | Věra Zmeková, Jiří Ďurovič                                    |
| 2004 | Jana Hricová, Ondřej Šilt        | Klára Žaloudková, Jan Hora         | Ingrid Jurková, Martin Jurek / Alena Pietorová, Tomáš Grosser |
| 2003 | Klára Žaloudková, Zbyněk Dach    | Martina Šimůnková, Jan Hora        | Lenka Daňková,Vladimír Daněk / Ingrid Jurková, Martin Jurek   |

## Přehledové výsledkové tabulky

### Výsledky mistrovství České republiky ve hře go
| Rok  | Místo               | Vítěz                | Počet vítězství daného hráče |
| ---- | ------------------- | -------------------- | ---------------------------- |
| 2023 | Blansko             | Lukáš Podpěra 7d     | 6                            |
| 2022 | Olomouc             | Ondřej Kruml 6d      | 1                            |
| 2021 | Haj ve Slezsku      | Lukáš Podpěra 7d     | 5                            |
| 2020 | on-line             | Lukáš Podpěra 7d     | 4                            |
| 2019 | Olomouc             | Jan Hora 6d          | 2                            |
| 2018 | Frýdek-Místek       | Lukáš Podpěra 7d     | 3                            |
| 2017 | Mokrá-Horákov       | Jan Prokop 6d        | 2                            |
| 2016 | Mokrá-Horákov       | Lukáš Podpěra 7d     | 2                            |
| 2015 | Blansko             | Jan Prokop 5d        | 1                            |
| 2014 | Frýdek-Místek       | Ondřej Šilt 6d       | 7                            |
| 2013 | Praha               | Lukáš Podpěra 5d     | 1                            |
| 2012 | Kutná Hora          | Ondřej Šilt 6d       | 6                            |
| 2011 | Frýdek-Místek       | Ondřej Šilt 6d       | 5                            |
| 2010 | Žlutice             | Radek Nechanický 5d  | 8                            |
| 2009 | Libčice nad Vltavou | Ondřej Šilt 6d       | 4                            |
| 2008 | Bečov nad Teplou    | Ondřej Šilt 6d       | 3                            |
| 2007 | Frýdek-Místek       | Jan Hora 6d          | 1                            |
| 2006 | Karlovy Vary        | Ondřej Šilt 6d       | 2                            |
| 2005 | Praha               | Ondřej Šilt 6d       | 1                            |
| 2004 | Mikulov             | Radek Nechanický 6d  | 7                            |
| 2003 | Pardubice           | Radek Nechanický 6d  | 6                            |
| 2002 | Frýdek-Místek       | Vladimír Daněk 6d    | 12                           |
| 2001 | Praha               | Radek Nechanický 6d  | 5                            |
| 2000 | Brno                | Radek Nechanický 6d  | 4                            |
| 1999 | Liberec             | Vladimír Daněk 6d    | 11                           |
| 1998 | Olomouc             | Vladimír Daněk 6d    | 10                           |
| 1997 | Ostrava             | Vladimír Daněk 6d    | 9                            |
| 1996 | Karlovy Vary        | Vladimír Daněk 6d    | 8                            |
| 1995 | Plzeň               | Radek Nechanický, 6d | 3                            |
| 1994 | Liberec             | Radek Nechanický,6d  | 2                            |
| 1993 | Jeseník             | Radek Nechanický, 6d | 1                            |

### Výsledky mistrovství Československé republiky ve hře go
| Rok  | Misto            | Vítěz                | Počet vítězství daného hráče |
| ---- | ---------------- | -------------------- | ---------------------------- |
| 1992 | Nymburk          | Vladimír Daněk, 6d   | 7                            |
| 1991 | Frýdek-Místek    | Petr Cipra, 4d       | 1                            |
| 1990 | Karlovy Vary     | Vladimír Daněk, 6d   | 6                            |
| 1989 | České Budějovice | Petr Winkelhöfer, 5d | 2                            |
| 1988 | Plzeň            | Petr Winkelhöfer, 4d | 2                            |
| 1987 | Nymburk          | Vladimír Daněk, 5d   | 5                            |
| 1986 | Ostrava          | Vladimír Daněk, 5d   | 4                            |
| 1985 | Olomouc          | Jiří Sgall, 3d       | 1                            |
| 1984 | Karlovy Vary     | Vladimír Daněk, 5d   | 3                            |
| 1983 | Bratislava       | Petr Winkelhöfer, 4d | 1                            |
| 1982 | Nymburk          | Vladimír Daněk, 3d   | 2                            |
| 1981 | Liberec          | Vladimír Daněk, 3d   | 1                            |
| 1980 | Praha            | Miroslav Poliak, 2d  | 2                            |
| 1979 | Lovosice         | Miroslav Poliak, 2d  | 1                            |
| 1978 | Plzeň            | Milan Kočandrle, 1d  | 2                            |
| 1977 | Brno             | Vladimír Laššák, 1k  | 1                            |
| 1976 | Bratislava       | Milan Jadroň, 7k     | 1                            |
| 1975 | Praha            | Milan Kočandrle, 1k  | 1                            |

## Orgány
Výkonný výbor je volen na tříleté období.

### 2022 - 2019
Předsedou hráčské asociace: Jan Hora, hospodářem a členem výkonného výboru: Jaroslav Kotowski. Další členové výkonného výboru: Adriana Tomšů, Michal Zubalík, Dušan Jánsky.

### 2019 - 2016
Předsedou hráčské asociace: Thierry Defer, hospodářem a členem výkonného výboru: Michal Timko. Další členové výkonného výboru: Ondřej Kruml, Michal Zubalík a David Žáček.

### 2016 - 2013
Předseda Vladimír Daněk, členové: Martin Kovařík, Jaroslav Jiruše, Ondřej Jurásek, Michal Zubalík.

### 2013 - 2010
Předseda Vladimír Daněk, členové: Martin Kovařík, Jaroslav Jiruše, Ondřej Jurásek, Miloš Podpěra.[zdroj?]

### 2010 - 2007
Předseda: Martin Kovařík

### 2007 - 2004
Předsedkyně: Jana Hricová

### 2004 - 2001
Předsedkyně: Jana Hricová, Aleš Cieplý - tajemník předseda rozhodčích, rating, Martin Cieplý - stk, Tomáš Grosser - časopis, Ivo Pavlík - administrativa, zápisy, Martin Kužela - propagace, mládež, Karel Jurek - hospodář

### 2001 - 1998
Předsedkyně: Jana Hricová, Aleš Cieplý, Martin Cieplý, Tomáš Grosser, Vladimír Dicá, Vladimír Fisher, Petr Valášek

### 1998 - 1995
Předseda: Vladimír Daněk, Vladimír Dicá - archiv, Ivan Kopal - STK, Petr Valášek - mládež, David Holeček - klas. komise, knihovna, Martin Cieplý - disc. komise, Jana Hricová - ref. mist, Aleč Cieplý - rating, Tomáš Grosser - časopis, Bohuslav Zmek - internet